# Rostam Batmanglij
Rostam Batmanglij (nacido el 28 de noviembre de 1983) es conocido por haber sido compositor, productor y multinstrumentista de la banda Vampire Weekend hasta su salida en 2016 y colaborador del grupo Discovery.

## Biografía

### Infancia
Batmanglij nació y creció en Washington D. C.. Es el hijo menor de una pareja de inmigrantes iraníes. Su madre, Najmieh Batmanglij es la reconocida autora de varios libros de cocina, su hermano Zal Batmanglij es director cinematográfico. Él y Rostam han colaborado en la música de la película Sound of my voice.
Rostam es abiertamente homosexual.

### Carrera
Rostam estudió música en Columbia, sin embargo, declara que gran parte de su educación musical fue gracias a su capacidad autodidacta. Ahí conoció al resto de los miembros de Vampire weekend y formaron la banda en 2006.
Él produjo el primer disco de la banda luego de graduarse mientras todos los miembros mantenían trabajos de tiempo completo. De igual manera produjo el segundo disco de la banda Contra el cual vendió 124,000 copias en su primera semana a la venta.
Rostam tocaba la guitarra, el teclado y cantaba para Vampire weekend, adicionalmente escribía algunas de las letras, la canción Diplomat´s son fue escrita por él y Ezra Koenig.
Durante 2016 trabajó en la banda sonora de la serie de Netflix creada por Brit Marling y su hermano Zal Batmanglij, The OA.
En enero de 2016 Rostam anunció vía Twitter que ya no era miembro de Vampire weekend pero que continuaría colaborando activamente con la banda.

## Discografía

### Vampire weekend
- Vampire weekend (2008)
- Contra (2010)
- Modern Vampires Of The City (2013)

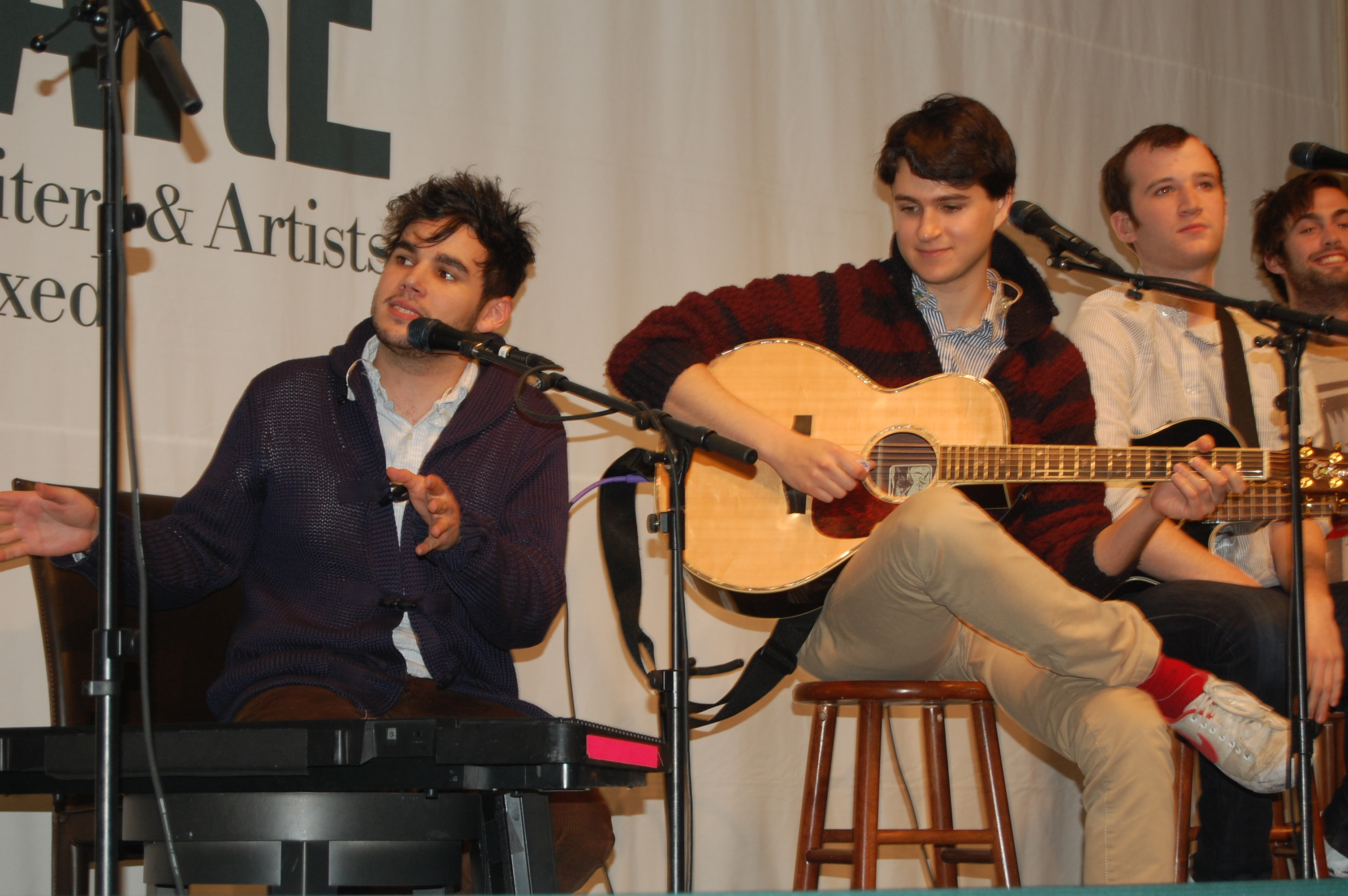
Rostam con Vampire Weekend